# Confine tra Giordania e Iraq
Il confine tra la Giordania e l'Iraq ha una lunghezza di 179 km e parte dal triplice confine con la Siria a nord al triplice confine con l'Arabia Saudita a sud.

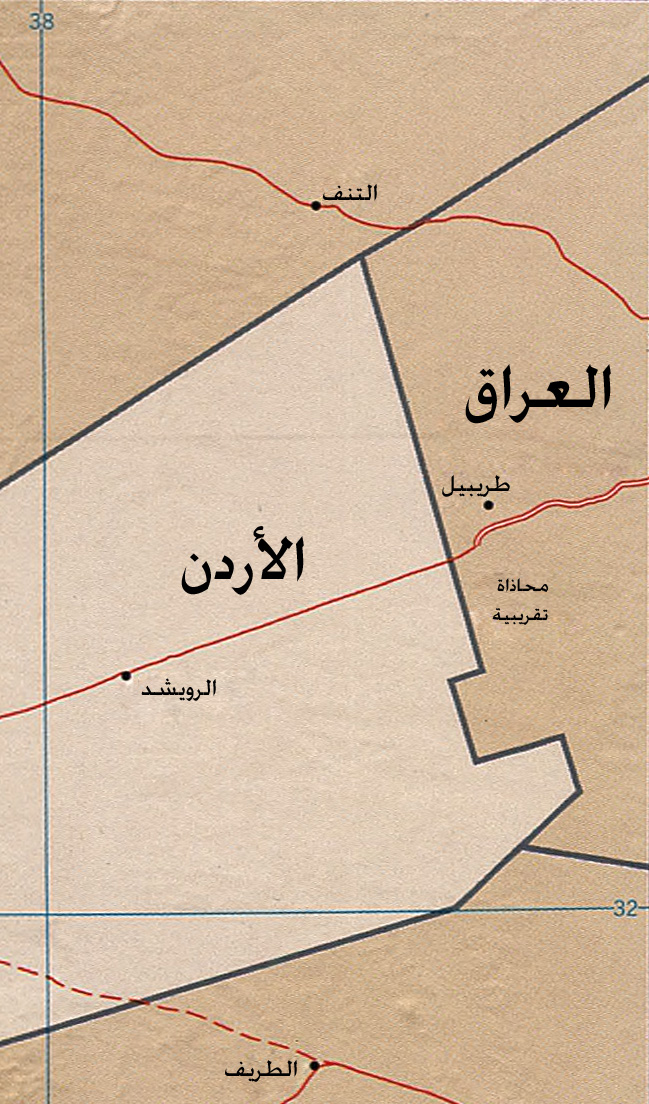
Mappa del confine tra la Giordania (a sinistra) e l'Iraq (a destra)

## Descrizione
Il confine inizia a nord al triplice confine siriano e procede verso sud attraverso una serie di sei linee rette, fino al triplice confine con l'Arabia Saudita. La base aerea irachena di Ruwayshid si trova immediatamente adiacente al confine.

## Storia
All'inizio del XX secolo l'Impero ottomano controllava gli attuali territori di Giordania e Iraq, con le aree interne più meridionali costituite da raggruppamenti arabi vagamente organizzati che formavano occasionalmente emirati, il più importante dei quali era l'Emirato del Najd e di al-Ahsa', governato dalla famiglia degli al-Saʿūd. Durante la prima guerra mondiale una Rivolta araba, sostenuta dalla Gran Bretagna, riuscì a rimuovere gli ottomani dalla gran parte del Vicino Oriente. 
Come risultato dell'accordo segreto anglo-francese Sykes-Picot del 1916, la Gran Bretagna ottenne il controllo dei Vilayet ottomani di Mossul, Baghdad e Bassora riorganizzati nel Mandato dell'Iraq nel 1920, e anche la metà meridionale del Vilayet della Siria (più o meno corrispondente alla moderna Giordania occidentale). Quest'ultima area fu contesa tra varie entità: la Gran Bretagna, il neo-formato Regno Arabo di Siria, i sionisti nel Mandato della Palestina e il nuovo regno di Ibn Sa'ud, ovvero l'Arabia Saudita, creando un periodo confuso in cui la regione era essenzialmente uno spazio non governato. Alla fine, nel 1921, la Gran Bretagna ottenne dalla Società delle Nazioni un Mandato internazionale sulla regione, creando l'Emirato della Transgiordania, sotto il governo semi-autonomo dell'emiro ʿAbd Allāh I.
In quel periodo non era stato tracciato alcun confine preciso tra i Mandati di Iraq e Transgiordania. La posizione del confine orientale tra Transgiordania e Iraq era considerata strategica rispetto alla proposta di costruzione di quello che poi divenne l'oleodotto Kirkuk-Haifa. Fu istituito un trattato il 2 dicembre 1922 nel quale la Transgiordania non rientrava nel Protocollo di Uqair tra l'Iraq e la regione del Najd. Esso descriveva l'estremità occidentale del confine Iraq-Najd come "il Jebel Anazan situato nelle vicinanze dell'intersezione di latitudine 32 gradi nord e di longitudine 39 gradi est dove terminava il confine Iraq-Najd", confermando così implicitamente questo come il punto in cui il confine Iraq-Najd divenne il confine Transgiordania-Najd. Ciò seguì una proposta di T.E. Lawrence nel gennaio 1922 che la Transgiordania fosse estesa per includere il Wadi Sirhan fino ad al-Jawf, al fine di proteggere la rotta della Gran Bretagna verso l'India e contenere Ibn Sa'ud.
La frontiera settentrionale dell'Iraq e della Giordania con il Mandato francese della Siria fu fissata durante il periodo 1920-23 dall'accordo Paulet-Newcombe. Alla fine un confine tra Iraq e Giordania costituito da un'unica linea retta fu concordato da uno scambio di note tra i britannici e il re ʿAbd Allāh nel luglio-agosto 1932.
Il confine del 1932 è stato rivisto nel 1984, creando la frontiera moderna che consiste in sei linee rette.